# Louis Leakey

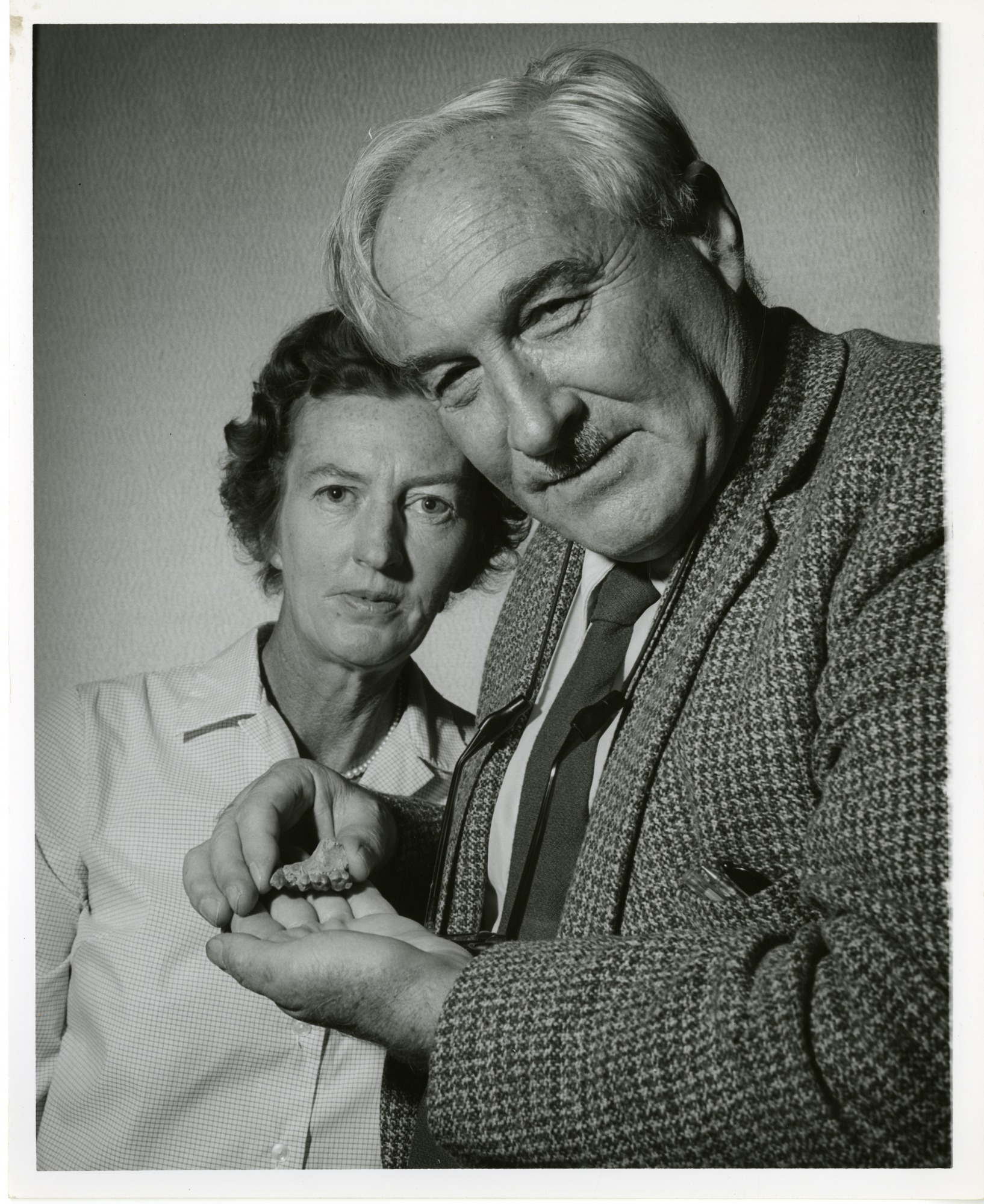
Louis Leakey mit seiner Frau Mary (1962)

Louis Seymour Bazett Leakey (* 7. August 1903 in der Kabete Mission bei Nairobi/Kenia; † 1. Oktober 1972 in London) war ein britischstämmiger kenianischer Paläoanthropologe. Die Vielzahl der von ihm entdeckten homininen Fossilien trug maßgeblich dazu bei, die Annahme Darwins zu untermauern, dass der Mensch (Homo sapiens) in Afrika entstand. Er arbeitete häufig mit Kamoya Kimeu zusammen. Im Jahr 1960 motivierte er Jane Goodall dazu, das Verhalten frei lebender Menschenaffen (Schimpansen) zu erforschen – wie auch Dian Fossey (Gorillas) und Birutė Galdikas (Orang-Utans).
Louis Leakey war in zweiter Ehe mit Mary Leakey (1913–1996) verheiratet. Die gemeinsamen Söhne Jonathan Leakey (1940–2021) und Richard Leakey (1944–2022) wurden gleichfalls bekannte Paläoanthropologen.

## Leben und Forschungsschwerpunkte

### Werdegang
Louis Leakey wuchs als Kind englischer Missionare zweisprachig (Kikuyu und Englisch) unter Angehörigen der Kikuyu-Ethnie auf und wurde als 13-Jähriger initiiertes Mitglied des Kikuyu-Stammes.
Schon als Kind wurde sein Interesse an den Vorfahren der heutigen Menschen geweckt, nachdem er steinzeitliche Werkzeuge gefunden hatte. 1922 begann er an der Universität Cambridge zu studieren und half bald mit, eine paläontologische Expedition nach Afrika zu organisieren. 1926 schloss er in Cambridge sein Studium in den Fächern Anthropologie und Archäologie ab, leitete etliche Ausgrabungen in Afrika und erhielt für seine Forschungsarbeiten 1930 schließlich auch den Doktorgrad. In seinen Fachveröffentlichungen wurde er zumeist abgekürzt als L.S.B. Leakey.

### Erste Funde und Skandal
1928 heiratete Louis Leakey Frida Avern, eine in Afrika lebende Engländerin. Sie hatten zusammen zwei Kinder, Priscilla Muthoni Leakey (* 1931) und Colin Louis Avern Leakey (1933–2018), der ein international bekannter Pflanzenforscher wurde und zeitweise in Uganda lebte. 1931 organisierte Louis Leakey eine Expedition in das heutige Tansania, an der auch Hans Reck teilnahm, der in der Olduvai-Schlucht 1913 einen menschlichen Schädel entdeckt hatte. Wenig später fand Leakey unweit der Schlucht, bei Kanam, Knochen, von denen er überzeugt war, dass sie zu den bis dahin ältesten bekannten Vorfahren des heutigen Menschen („Homo kanamensis“) zu rechnen seien. Jedoch fand er im übernächsten Jahr den Fundort nicht mehr, so dass eine geplante Überprüfung der Fundumstände durch einen Kollegen verhindert wurde.
Seit 1933 lebte Louis Leakey mit der wissenschaftlichen Zeichnerin Mary Nicol zusammen. Der Skandal um diesen Partnerinnenwechsel und die ungeklärten Umstände seiner Knochenfunde von 1931 untergruben seine bis dahin erfolgversprechende Karriere in Cambridge. Ohne festes Einkommen schlug er sich in England mit Vorträgen und Aufsätzen durch. Seine Ehe mit Frida wurde 1936 geschieden; er heiratete unmittelbar nach der Scheidung seine Gefährtin Mary.

### Weitere Funde
1937 kehrte Leakey nach Afrika zurück, um eine groß angelegte ethnologische Studie über die Kultur der Kikuyu anzufertigen. 1941 wurde er zunächst nebenamtlicher und unbezahlter Mitarbeiter im späteren Kenya National Museum (heute: Nairobi National Museum), und ab 1945 erhielt er eine schlecht bezahlte Anstellung als Kurator, konnte so aber seine paläontologischen und archäologischen Arbeiten in Kenia fortsetzen. 1947 organisierte er den Ersten Panafrikanischen Kongress zur Vorgeschichte des Kontinents, der maßgeblich dazu beitrug, sein angeschlagenes fachwissenschaftliches Ansehen allmählich wiederherzustellen.

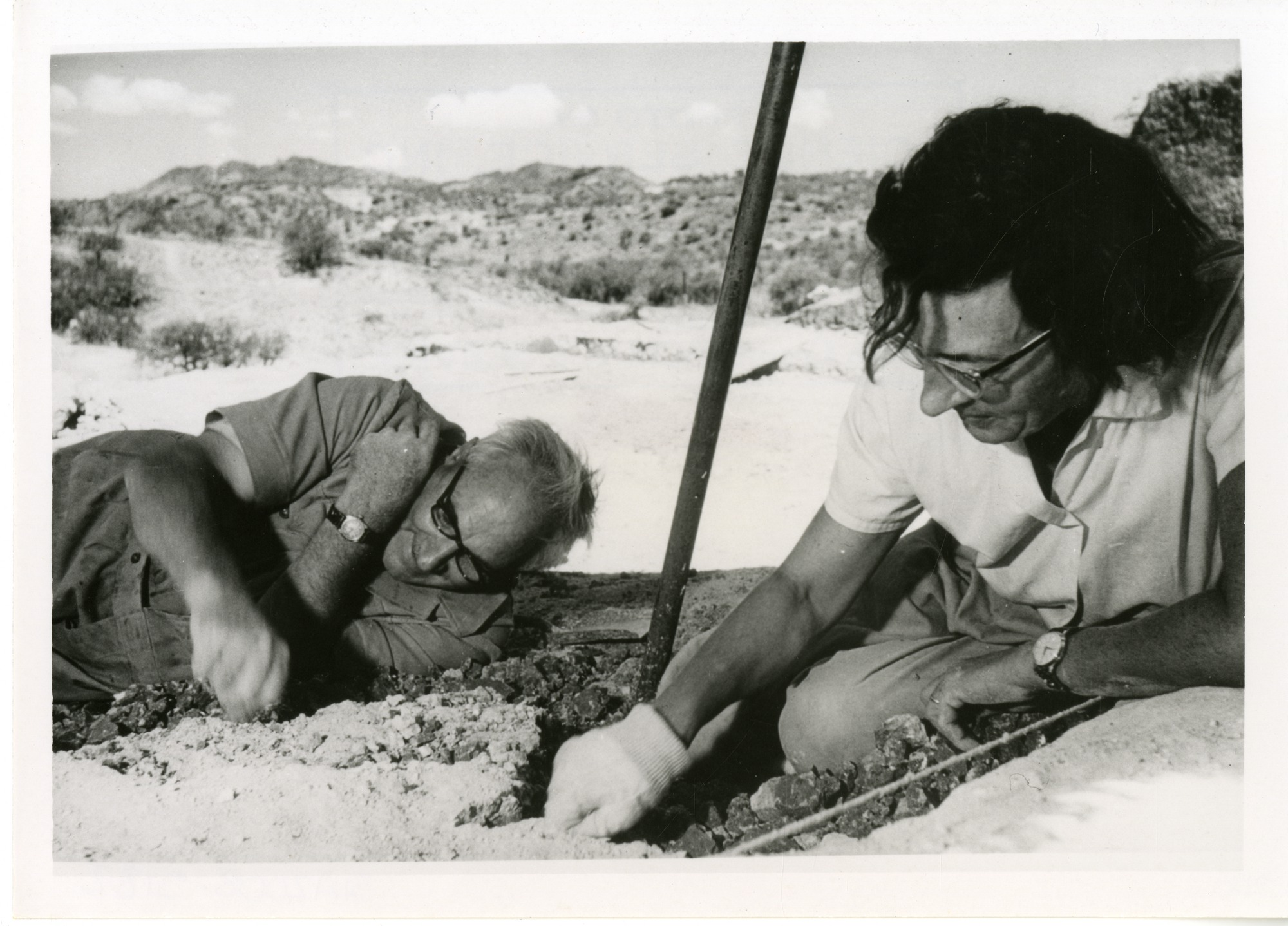
Louis (links) und Mary Leakey bei Ausgrabungen in der Olduvai-Schlucht

Zusammen mit seiner Frau Mary organisierte er Grabungen an verschiedenen Orten in Afrika, vor allem aber in der Olduvai-Schlucht im heutigen Tansania. Nachdem Mary 1959 den Schädel OH 5 gefunden hatte, der Zinjanthropus boisei (heute: Paranthropus boisei) benannt wurde und von Louis Leakey trotz großer Ähnlichkeit mit Australopithecus als unmittelbarer Vorfahre des Menschen interpretiert wurde, wuchs seine internationale Bekanntheit von Jahr zu Jahr. Der Höhepunkt seiner Karriere war schließlich 1964 erreicht, als ein weiterer Fund und weitaus plausiblerer Vorfahre des Menschen von ihm (gemeinsam mit Phillip Tobias und John Russell Napier) den Namen Homo habilis erhielt. Bereits 1961 hatte sich zu seinen spektakulären Funden auch Kenyapithecus africanus gesellt (später umbenannt in Equatorius africanus), dessen Gattung Kenyapithecus gemeinsam mit der neuen Art Kenyapithecus wickeri bereits 1962 von Leakey eingeführt worden war.
Louis Leakey war überzeugt davon, dass die Wurzeln der Gattung Homo mit dem Nachweis von Steinwerkzeugen in Verbindung zu bringen sind und prägte so die auch heute noch weit verbreitete Vorstellung, dass der Werkzeuggebrauch den Vormenschen zum echten Menschen machte. Selbst der später von Jane Goodall nachgewiesene Werkzeuggebrauch bei Schimpansen konnte an dieser populären Vorstellung bisher wenig ändern. In Forscherkreisen wird heute aber ernsthaft darüber diskutiert, ob Homo habilis wirklich der Gattung Homo zugerechnet werden sollte.
Neben der Suche nach Vormenschenknochen interessierte Leakey sich auch für afrikanische archäologische Fundstätten und trug eine große Sammlung von steinzeitlichen Obsidian-Werkzeugen zusammen. Ferner entdeckte er einige herausragende urzeitliche Wandmalereien.
Louis Leakey starb 1972 auf dem Weg zu einem Vortrag in London an einem Herzinfarkt. Obwohl viele Interpretationen seiner Funde durchaus umstritten waren, wurde er von seinen Fachkollegen als einer der Großen auf dem Gebiet der Paläoanthropologie anerkannt und geachtet.
In der Zeit des Nationalsozialismus war Leakey Mitherausgeber der Zeitschrift für Rassenkunde.

## Ehrungen
- 1958 wurde Louis Leakey zum Mitglied (Fellow) der British Academy gewählt.[2]
- 1969 erhielt er die Prestwich Medal der Geological Society of London.
- Der Mondkrater Leakey und der Asteroid (7958) Leakey[3] wurden ihm zu Ehren benannt.

## Schriften (Auswahl)
- By the Evidence: Memoirs, 1932–1951. Harcourt Brace Jovanovich, New York 1974, ISBN 0-15-149454-1 (Taschenbuch-Ausgabe 1976, ISBN 0-15-615000-X).
- The Progress and Evolution of Man in Africa. Oxford Univ. Press, Oxford 1966 (Nachdruck der Ausgabe von 1961)
- mit Phillip Tobias und John Russell Napier: A new species of the genus Homo from Olduvai Gorge. In: Nature. Band 202, 1964, S. 7–9; doi:10.1038/202007a0, Volltext (PDF; 352 kB). (Memento vom 5. März 2015 im Internet Archive)
- New finds at Olduvai Gorge. In: Nature. Band 189, 1961, S. 649–650, doi:10.1038/189649a0.
- Adam's Ancestors: The Evolution of Man and His Culture. Harper Row (Harper Torchbook ed.), New York 1960.
- A new fossil skull from Olduvai. In: Nature, Band 184, Nr. 4685, 1959, S. 491–493, doi:10.1038/184491a0,Volltext (PDF; 413 kB).

## Belege
1. ↑  Titelseite der Zeitschrift für Rassenkunde (Band 5, 1937)
2. ↑  Deceased Fellows. British Academy, abgerufen am 27. Juni 2020.
3. ↑  Louis Leakey beim IAU Minor Planet Center (englisch)

| Personendaten    | Personendaten                  |
| ---------------- | ------------------------------ |
| NAME             | Leakey, Louis                  |
| ALTERNATIVNAMEN  | Leakey, Louis Seymour Bazett   |
| KURZBESCHREIBUNG | kenianischer Paläoanthropologe |
| GEBURTSDATUM     | 7. August 1903                 |
| GEBURTSORT       | Kabete Mission bei Nairobi     |
| STERBEDATUM      | 1. Oktober 1972                |
| STERBEORT        | London                         |